# Placas de identificação de veículos no Peru

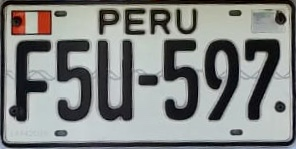
Placa peruana no sistema atual.

As placas de identificação de veículos no Peru são produzidas no padrão da América do Norte, isto é, de 6 por 12 polegadas (150 × 300 mm).
Todos os veículos são obrigados a exibir placas na dianteira e na traseira. Peculiarmente, os táxis no Peru também são obrigados a exibir os caracteres das placas de cada um dos lados do veículo. Isso é feito com um grande decalque.

## Sistema usado de 1974 - 1995
A primeira letra destas placas que indicavam o tipo de veículo, e o gráfico abaixo mostra as letras atribuídas a cada tipo. A segunda letra indicada a região (ou província para a Cidade de Lima), onde o veículo foi registrado. O segundo gráfico abaixo mostra esses códigos.
| Letra(s)                | Tipo                               |
| ----------------------- | ---------------------------------- |
| A B C D E F G H I J K L | Automóvel                          |
| M N                     | Motocicleta, ciclomotor            |
| O P                     | Caminhonete                        |
| Q                       | Furgão                             |
| R                       | Caminhonetes fora-de-estrada, SUVs |
| S T                     | Perua                              |
| U V                     | Ônibus                             |
| W X                     | Caminhão                           |
| Y                       | Cavalo mecânico                    |
| Z                       | Reboque, semirreboque              |

| Letra(s) | Região        | Letra(s) | Região           |
| -------- | ------------- | -------- | ---------------- |
| A        | Tumbes        | N        | Cerro de Pasco   |
| B        | Piura         | P        | Junín            |
| C        | Lambayeque    | R        | Huancavelica     |
| D        | La Libertad   | S        | Ayacucho         |
| E        | Ancash        | T        | Apurímac         |
| F        | Ica           | U        | Puno             |
| G I O Q  | Lima e Callao | V        | Madre de Dios    |
| H        | Arequipa      | W        | Amazonas         |
| J        | Moquegua      | X        | San Martín       |
| K        | Tacna         | Y        | Loreto e Ucayali |
| L        | Cajamarca     | Z        | Cusco            |
| M        | Huánuco       |          |                  |

| Imagem | Ano  | Tipo               | Lema   | Formato serial | Notas |
| ------ | ---- | ------------------ | ------ | -------------- | ----- |
|        | 1994 | Transporte Público | Nenhum | ABC-123        |       |

## Sistema de 1995 a 2009
As placas emitidas entre os anos de 1995 a 2009, continuaram a usar o mesmo formato que foi iniciado em 1975. A primeira letra continuou a indicar o tipo de veículo, e a segunda letra indicada a região ou província. Estas placas usavam caracteres pretos sobre fundo amarelo e continuaram a usar o mesmo formato, ABC-123, até que todas as combinações em dada região ou província se esgotassem. Quando concluída, a antiga série foi substituída por placas com caracteres pretos sobre fundo branco, mas no formato AB-1234.

## Sistema de 2010

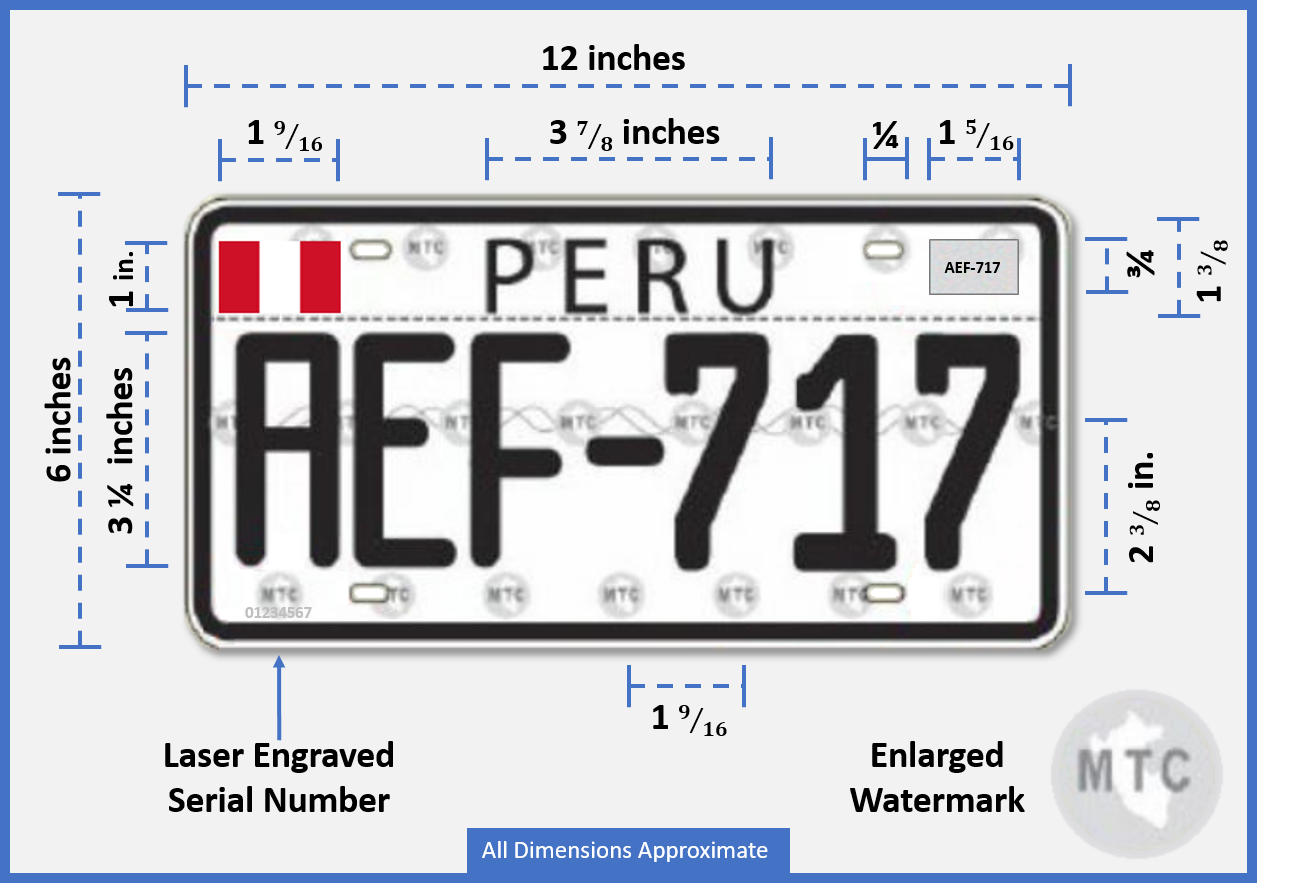
201As dimensões das placas peruanas (em polegadas)

O redesenho das placas peruanas trouxe muitas mudanças. A bandeira nacional do Peru é exibida sem o escudo no canto superior esquerdo. A palavra PERU é centralizada na parte superior, em letras maiúsculas. Há uma etiqueta holográfica, no canto superior direito com o número da placa e nanotexto: qualquer tentativa de removê-la causará a sua destruição. O plano de fundo da placa possui folhas refletivas que contêm um selo com detalhes de alta segurança (marca d'água). Na parte inferior esquerda da placa de segurança há um número de série gravado a laser na placa. No fundo do centro da placa há um desenho tridimensional de ondas senoidais t. As placas são feitas de alumínio e medem 150 mm de altura por 300 mm de largura, exceto para as motocicletas, cujas placas medem 110 mm de altura por 190 mm de largura. O selo holográfico também é menor nas placas de motocicletas.

### Códigos regionais e provinciais
A nova série de placas começou a ser emitida em janeiro de 2010. O primeiro caractere da placa continuou a designar a região ou província, mas as letras foram realocadas para diferentes regiões. Com a nova placa, as cores representam o tipo de veículo, mas a segunda letra não mais representa o tipo de veículo.
| Primeira Letra  | Região(ões)                     | Área de Registro |
| --------------- | ------------------------------- | ---------------- |
| A B C D F       | Lima                            | 9                |
| E*              | Não usado                       |                  |
| G I J K N O Q R | Reservado para uso futuro       |                  |
| H               | Ancash                          | 7                |
| L               | Loreto                          | 4                |
| M               | Amazonas, Cajamarca, Lambayeque | 2                |
| P               | Piura, Tumbes                   | 1                |
| S               | San Martín                      | 3                |
| T               | La Libertad                     | 5                |
| U               | Ucayali                         | 6                |
| V               | Arequipa                        | 12               |
| W               | Huanuco, Junin, Pasco           | 8                |
| X               | Apurimac, Cuzco, Madre de Dios  | 10               |
| Y               | Ayacucho, Huancavelica, Ica     | 11               |
| Z               | Moquegua, Puno, Tacna           | 13               |

*A letra inicial "E" indica placas de veículos que estão designados a categorias especiais (serviço diplomático, emergência, exibição, governo, polícia e de uso temporário).

### Placas de séries regulares
O segundo caractere dessas placas assume primeiramente um valor numérico de 1 a 9 (em ordem) seguido pelo número 0 e, em seguida, as letras do alfabeto em ordem alfabética. Todos os veículos agora são emitidos com a chamada "terceira placa", que é um adesivo de para-brisa, que inclui um chip de RFID. O chip RFID permite que a polícia verifique eletronicamente o registro do veículo com um leitor manual. A "terceira placa" não pode ser removida do para-brisa sem ser destruída.
| Imagem | Tipo                          | Formato                 | Notas |
| ------ | ----------------------------- | ----------------------- | --- |
|        | Automóveis                    | ABC-123 AB1-234 A1B-234 | |
|        | Ônibus urbanos e interurbanos | A1B-234                 | Placas com números finais de 700 a 799. |
|        | Ônibus interprovinciais       | ABC-123 AB1-234 A1B-234 | Placas com números finais de 950 a 969. |
|        | Motocicletas de grande porte  | AB-1234                 | Embora muitas vezes tais placas sejam citadas como sendo de mototáxis este tipo abrange todas as motocicletas superiores a 50cc, ou aquelas capazes de desenvolver mais do que 50 km/h. Números finais de 6000 a 9999. |
|        | Motocicletas de pequeno porte | AB-1234                 | Números finais de 0000 a 5999. |
|        | Táxis                         | A1B-234                 | Números finais de 600 a 699. |
|        | Trailers                      | ABC-123 AB1-234 A1B-234 | |
|        | Caminhões                     | ABC-123 AB1-234 A1B-234 | |

### Placas de séries especiais
Todas as placas séries especiais placas são facilmente distinguidas pela pequena letra "E" representa a palavra especial, como o primeiro caractere no lado esquerdo da placa. Para evitar confusões, a letra "E" não é usada para identificar qualquer região ou província.
| Modelo | Tipo                            | Formato  | Notes |
| ------ | ------------------------------- | -------- | --- |
|        | Diplomático                     | E CA-123 | CC: Corpo Consular CD: Corpo Diplomático MI: Missão Internacional TA: Equipe administrativa/técnica                                                   |
|        | Emergência                      | E UA-123 | Ambulâncias e Veículos do Corpo de Bombeiros |
|        | Exibição                        | E EX-123 | Placas atribuídas a um veículo antes do registro permanente. A letra H foi reservada para uso futuro, substituindo o X.                               |
|        | Oficial                         | E GA-123 | |
|        | Polícia                         | E PA-123 | As letras L, M e N foram reservadas para uso futuro, substituindo o P.                                                                                |
|        | Veículos de registro temporário | E ZA-123 | Placas atribuídas a um veículo antes da entrada temporária no país. As placas devem ser devolvidas à autoridade alfandegária quando da saída do país. |
|        | Importação de veículos usados   | E RM-123 | Placas atribuídas a um veículo inicialmente trazido para conserto e/ou para ser vendido. O prazo de validade é fixado no máximo de sete dias.         |

### Visita do Papa

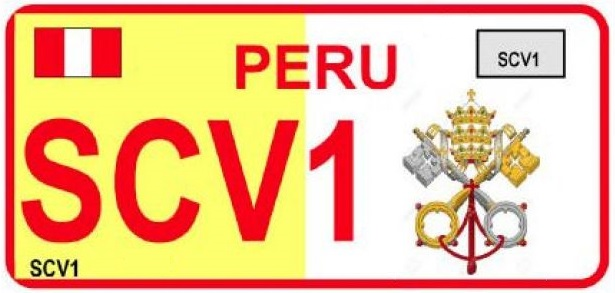
Placa emitida para a visita do Papa ao Peru em 2018

Para a visita do líder da Igreja Católica, o Papa Francisco, de 18 a 21 de janeiro de 2018, foram criadas placas de identificação especiais . Estas placas possuem todos os mesmos recursos de segurança das placas regulares, mas com coloração distinta, o amarelo e o branco são as cores oficiais da Santa Sé, as letras, e o uso do brasão de armas do Vaticano, são exclusivos para estas placas. Três placas deste tipo foram produzidas. Além disso, houve a emissão de 30 placas para a delegação Papal.